# 朴成冠
朴成冠（朝鮮文：박성관；英文：Pak Song-Gwan；1980年8月14日—），朝鮮足球運動員，司職前鋒。效力於朝鮮足球聯賽足球會鯉明水。媒體有時會把其譯為朴成光。

## 簡歷
朴成冠於2003年泰王杯中正式入選朝鮮國家足球隊，更先後在2006年世界盃預算賽對和巴林国家足球队和伊朗国家足球队中上陣，其中在對巴林国家足球队中攻入一球度將比分扳平，但最後還是1-2輸掉那場比賽
。之後，在韓國舉辦的2005年東亞足球錦標賽決賽中上陣並獲得季軍，後在又在中國澳門舉辦的2008年東亞足球錦標賽預選賽上陣，獲得預選賽冠軍，取得決賽出線席位。

## 国家队进球
| # | 日期          | 地点     | 对手 | 進球 | 比數 | 比赛               |
| - | ------------- | -------- | ---- | ---- | ---- | ------------------ |
| 1 | 2005年3月25日 | 朝鮮平壤 | 巴林 | 1-1  | 1-2  | 2006年世界盃外圍賽 |

## 榮譽

### 國家隊
朝鮮
- 東亞足球錦標賽預賽冠軍：2007年；

## 連接
- 朴成冠在National-Football-Teams.com的資料